# John Chowning
John Chowning (né en 1934) est un compositeur et chercheur américain. Pionnier de la musique par ordinateur, il découvrit la synthèse par modulation de fréquence, et permit la première synthèse numérique des sons au moyen de la synthèse FM.

## Biographie
Né à Salem (New Jersey), il étudie la composition pendant trois ans à Paris avec Nadia Boulanger. De retour aux États-Unis, il suivra des cours à l'université Stanford avec Leland Smith. En 1966, il sort diplômé.
C'est avec Max Mathews aux laboratoires de la Bell Telephone et avec David Poole à Stanford, qu'il mettra au point en 1964 un programme de synthèse sonore réalisant ainsi avec les moyens informatiques du laboratoire d'Intelligence artificielle de Stanford les premières avancées significatives de l'informatique musicale.
En 1967, Chowning met au point la synthèse par modulation de fréquence. Cette découverte fut le tournant essentiel dans l'histoire de la synthèse sonore par ordinateur, car elle offrait un moyen simple et élégant de créer et de contrôler le timbre des sons.
Pendant encore six ans, Chowning travailla au perfectionnement de la synthèse par modulation de fréquence. En 1973, il débuta une collaboration avec la firme Yamaha au Japon afin de concevoir un synthétiseur grand public exploitant son procédé de synthèse. Ce fut le début d'une longue et fructueuse série de synthétiseurs qui sont devenus les instruments électroniques les plus utilisés de la musique contemporaine (DX7...)
En résidence à Berlin en 1974 (DAAD), il a ensuite travaillé à l'Ircam de 1978 à 1985.
Il enseigne actuellement la synthèse du son par ordinateur et la composition par ordinateur à l'université Stanford. Il fut le directeur du Center for Computer Research in Music and Acoustics (CCRMA), un des plus importants centres de recherche musicale.

## Travaux
John Chowning a utilisé les recherches en psychoacoustique pour traduire l'illusion auditive d’un mouvement. Au début des années 1970 il compose ainsi ses œuvres Sabelithe (1971), puis Turenas (1972). Par comparaison, lors de l’exposition universelle de 1970 à Osaka, Stockhausen avait tenté une expérience similaire de déplacement d’une source sonore, dans un auditorium sphérique qui mettait en œuvre huit cents haut-parleurs. Grâce à l’ordinateur, John Chowning a pu, lui, contrôler plus finement le phénomène dans un système uniquement quadriphonique. Le programme informatique traduit les déplacements de la source en fonction des mêmes paramètres que ceux utilisés par l’audition pour évaluer les positions successives et donc le mouvement d’un son.
Dans l’expérimentation musicale du sonore, certains critères de pertinence psychoacoustique peuvent soit être posés a priori, c’est-à-dire fournir une contrainte, soit obéir à une vision neuve du matériau musical. C’est pour orienter la recherche dans ces deux directions qu’a été créé à Stanford dans les années 1970 le CCRMA (Center for Computer Research in Music and Acoustic), laboratoire d’intelligence artificielle de l’université Stanford, département de musique, où John Chowning, James Moorer et John Grey entreprirent leurs premiers travaux sur la synthèse sonore, l’analyse et la psychoacoustique.
En 1971 Chowning a mis au point la modulation de fréquence qui fera l’objet d’un article paru en 1973. Il a donc fallu attendre le développement des microprocesseurs et l’économie de la méthode offerte pour que la richesse des sons synthétiques réponde aux exigences souhaitées par les musiciens.

## Œuvres
En 1971, Chowning écrivant sa première pièce avec ordinateur, Sabelithe, utilisa la qualité du contrôle numérique des paramètres d’espace non seulement pour réaliser une pièce originale, mais aussi pour créer une forme d’écoute liée à un processus bien particulier.
Puis les technologies numériques commenceront, au milieu des années soixante-dix, à rejoindre les contraintes que veut lui imposer le compositeur ; l’expression musicale ancrée sur le fond sert à créer des formes qui transportent l’auditeur dans un univers particulier. Ce jeu de l’expressivité d’un projet musical, adapté au jeu de relations entre général et particulier, Chowning l’utilisera avec à-propos dans son œuvre Stria (1977). Il y ordonne sa composition autour du phénomène local de consonance (caractérisé par l’enveloppe spectrale et les rapports de transposition), et contrôle le devenir de ces résonances par l’ordinateur à l’aide des formules économiques de synthèse par modulation de fréquence qu’il a lui-même mises à jour. À l’intérieur du son, il joue à perdre l’auditeur dans la construction d’un spectre inharmonique (rapports porteuse - modulante irrationnel) et fondé sur la cohésion (rapport égal au nombre d'or).
Malgré le peu de références au connu, qui chez tout autre perdrait l’auditeur dans la vaste immersion du virtuel, avec Chowning cette sensation d’étrangeté est recentrée dans une cohésion perceptive, obligeant à focaliser l’attention derrière des représentations de hauteur (densités spectrales fusionnées, micro-intervalles…) et d’organisation du temps (croissance exponentielle et décroissance, vitesse d’un glissando, attaques…). La part de micro-organisation du sonore développe les caractéristiques formelles d’un macroniveau, déploiement dans l’espace et dans le temps du matériau originel.
L’équilibre formel parvient ainsi à se maintenir grâce à un équilibre fonctionnel anticipé par le compositeur. L’analyse des fonctions perceptives macroscopiques et microscopiques (perception de la variance, faisceau d’indices rémanents, contrôle de la dissonance…), et de la mémoire phosphorescente, motivée par des articulations qui agissent comme des rappels, permet d’intervenir pertinemment sur la perception de la structure globale.
Pour l’auditeur il en résulte que la structuration locale et la forme globale (dynamique croissante et décroissante, antiphonie) se répondent et se renforcent comme une multitude d’instants uniques qui interagissent.

## Articles
- (en) John M. Chowning, « The synthesis of complex audio spectra by means of frequency modulations », Journal of the Audio Engineering Society, vol. 21, no 7,‎ septembre 1973  2e parution : id. vol. 4 no 2, été 1980, pp.13–25 ; 3e parution : Computer Music Journal, avril 1977, pp. 46–54 ; 4e parution : (en) J. Strawn et C. Roads, The Foundation of Computer Music, Cambridge, MIT Press, p. 6–29.

- (en) John M. Chowning, « The simulation of moving sound sources », Journal of the Audio Engineering Society, no 19,‎ 1971, p. 2–6. 2e parution : Computer Music Journal, vol. 1, no 3, juin 1977, pp. 48–52.
- John M. Chowning et J. Sundberg (éditeur), « Computer synthesis of the singing voice », dans Sound Generation in Winds, Strings, Computers, Stockholm, Royal Academy of Music, 1980, p. 4–13.
- John M. Chowning (trad. Jacques Lacava), « La nouvelle musique et la science : interdépendance des concepts », dans Le compositeur et l’ordinateur, Paris, IRCAM, 17–21 février 1981, p. 33–37.
- (en) John M. Chowning et C. Roads (éditeur), « John Chowning on composition », dans Composers and the Computer, Los Altos, William Kaufman inc., 1985, 201 p., p. 17–25.
- (en) « Stria:Lines to Its Reconstruction », Computer Music Journal, MIT, vol. 31 « The Reconstruction of Stria », no 3,‎ automne 2007 (présentation en ligne).

## Ouvrages
- Olivier Baudouin, Pionniers de la musique numérique, Sampzon, France, Delatour, 2012, 374 p. (ISBN 978-2-7521-0125-9, lire en ligne).
- P. A. Castanet et al., John Chowning, Paris, Michel de Maule, coll. « Portraits Polychromes » (no 7), 2005.